# Vincenzo Cuccia
Pour les articles homonymes, voir Cuccia.
Vincenzo Cuccia, né le 20 mars 1892 à Palerme et mort le 2 mars 1979 à Palerme, est un escrimeur italien, ayant pour arme l'épée et le sabre.

## Biographie
Vincenzo Cuccia est sacré champion olympique d'escrime dans l'épreuve de sabre par équipes aux Jeux olympiques d'été de 1924 à Paris. Durant ces mêmes Jeux, il remporte une médaille de bronze dans l'épreuve d'épée par équipes. 